# Dique San Roque
El Dique San Roque es una represa ubicada en el departamento Punilla, provincia de Córdoba, República Argentina. Forma un embalse de nombre homónimo en cuyas márgenes se han desarrollado importantes centros urbanos. 

## Generalidades
Según datos oficiales, la población en torno al embalse ascendía a 73,687 habitantes (Indec, 2010), que se repartían entre las localidades de Villa Carlos Paz, Bialet Massé, Villa Parque Siquiman, Villa Santa Cruz del Lago y San Roque. Es una estructura de hormigón, tipo gravedad (su altura es mayor que su base y se asienta sobre las paredes), con doble curvatura (en sentido horizontal y vertical), sin contrafuertes, que embalsa 201 hm³ de agua, cubriendo un área de 16 km². 
El dique posee la particularidad de haber sido construido dos veces, por diferentes empresas, con diferentes materiales, técnicas, proyectistas y diseño. Sin embargo, ambas estructuras represan casi el mismo volumen de agua, a la misma cota de vertedero: 643 m s. n. m.
El primer dique (1880-1890), fue construido principalmente con materiales disponibles en la región: piedra, arena y cal hidráulica. Era del tipo Azud, con contrafuertes. Los responsables del proyecto fueron los Ings. Carlos A. Cassaffousth y Eugenio Dumesnil. Este último venía desarrollando su obra: Dique Mal Paso, utilizando materiales provistos por el Dr. Juan Bialet Massé, y que a la postre sería el material que se utilizaría para la construcción del dique San Roque. Sin embargo, Dumesnil finalizaría su obra y se embarcaría a Francia quedando Cassaffousth al mando de todo el proyecto y asociándose con Bialet Massé por sugerencia del Dr. Juárez Celman.
Fue pensado para control de inundaciones, suministro de agua a la ciudad de Córdoba, aporte hídrico para el riego de 33.000 ha y generación de energía eléctrica. A su finalización, aquella represa era la obra de ingeniería más importante de Sudamérica y la responsable de generar el embalse de agua más grande del mundo, hecho que no pasó desapercibido por nadie y por ende, tuvo repercusiones a nivel mundial.
El segundo dique fue construido 50 años después (1939-1944), con casi los mismos materiales utilizados en el primero, a excepción de que la cal hidráulica fue reemplazada por cemento (que ya era producido en forma local), 150 m aguas abajo del primero. Con mayor altura, llevaba su cota máxima por encima del anterior paredón, llegando a los 651 m s. n. m.
Es un importante polo turístico a nivel provincial y nacional, a pesar de que sus aguas tienen un importante nivel de eutrofización (que se está intentando revertir con la participación de técnicos y entidades de carácter local y nacional especializados en la materia), es utilizado para esparcimiento y deportes acuáticos, entre ellos fechas puntables de Campeonatos de windsurf, yachting y pesca. En octubre de 2019, en el poder legislativo de Córdoba, se aprobó un proyecto de ley cuyo objetivo es reivindicar la figura del Doctor Juan Bialet Massé y el Ingeniero Carlos Cassaffousth, mentores de la represa, creando una comisión investigadora autárquica, para evaluar e investigar la vida y obra de ambos. Sus conclusiones pueden llevar a cambios en la denominación de las represas o del espejo de agua formado. También se declaró de interés histórico provincial el único horno que queda en pie, utilizado para la producción de la cal hidráulica empleada en la construcción.

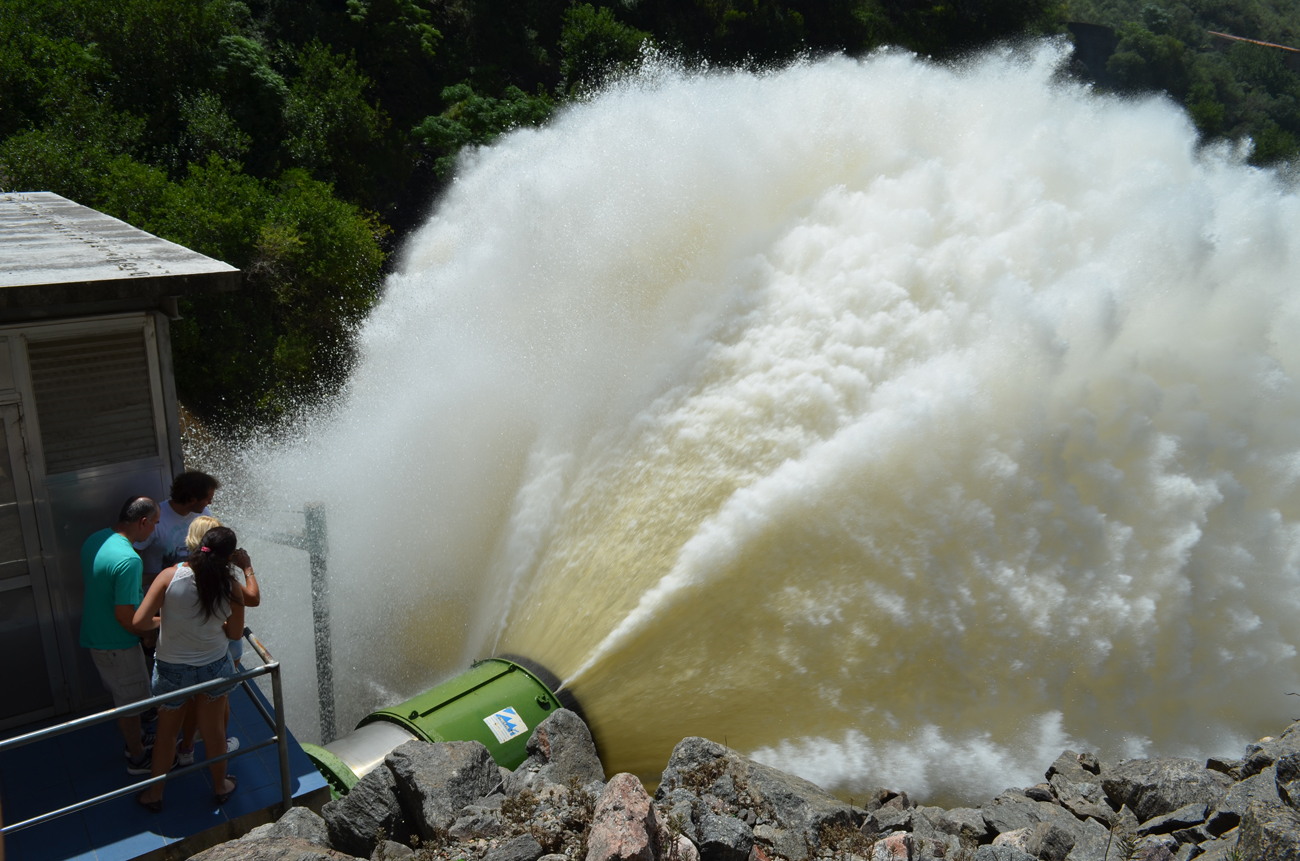
El dique San Roque abastece de agua a gran parte de la ciudad de Córdoba, gracias a la planta potabilizadora Suquía.

## Historia

### El proyecto original
En abril de 1884, los ingenieros Dumesnil y Cassaffousth elevan al gobierno planos y memorias del proyecto de Irrigación de los altos de Córdoba. El informe contiene un detallado examen geográfico de la cuenca del río Suquía y hace referencia a cómo solucionar el problema de la provisión de agua a Córdoba, construyendo un sistema conformado por dos represas, dos canales de irrigación y la posibilidad del aprovechamiento hidroeléctrico del sistema. Además, el informe no solo detallaba las obras a realizarse sino que también y puntualmente sobre el dique San Roque, informaba el tipo de muro a construirse y la ubicación exacta del mismo (cota 284, tomando como origen el Observatorio de Córdoba, y a 3.450 m aguas abajo de la unión de los ríos Cosquín y San Roque). También informaba la altura del murallón y la capacidad del embalse. Cincuenta años más tarde, los ingenieros Volpi, Suárez y Ballester dan solución al problema con la construcción del segundo paredón, dejando en evidencia lo bien que estaba realizado el estudio.
Desde su proyecto, el primer dique estuvo rodeado de conflictos que no solo afectaron la vida de sus constructores sino la de una sociedad entera que se vio inmersa en una lucha de intereses económicos, políticos y sociales no solo personales sino también partidarios, nacionales y hasta internacionales, y que poco tenían que ver con el fin de la obra: el desarrollo y el progreso de la sociedad.
Progresistas, liberales, clericales, conservadores, todos tenían algún interés en que la construcción de esta gigantesca obra de ingeniería fuera un éxito o un fracaso total. Su construcción era seguida de cerca por muchas personalidades del mundo, entre ellos Alexandre Gustave Eiffel, amigo personal de quienes lo proyectaron: Cassaffousth y Dumesnil, además de Joseph Aspdin, inventor británico del cemento portland.
A más de 100 años de su construcción sigue generando controversias.

### Valle deQuisquisacate

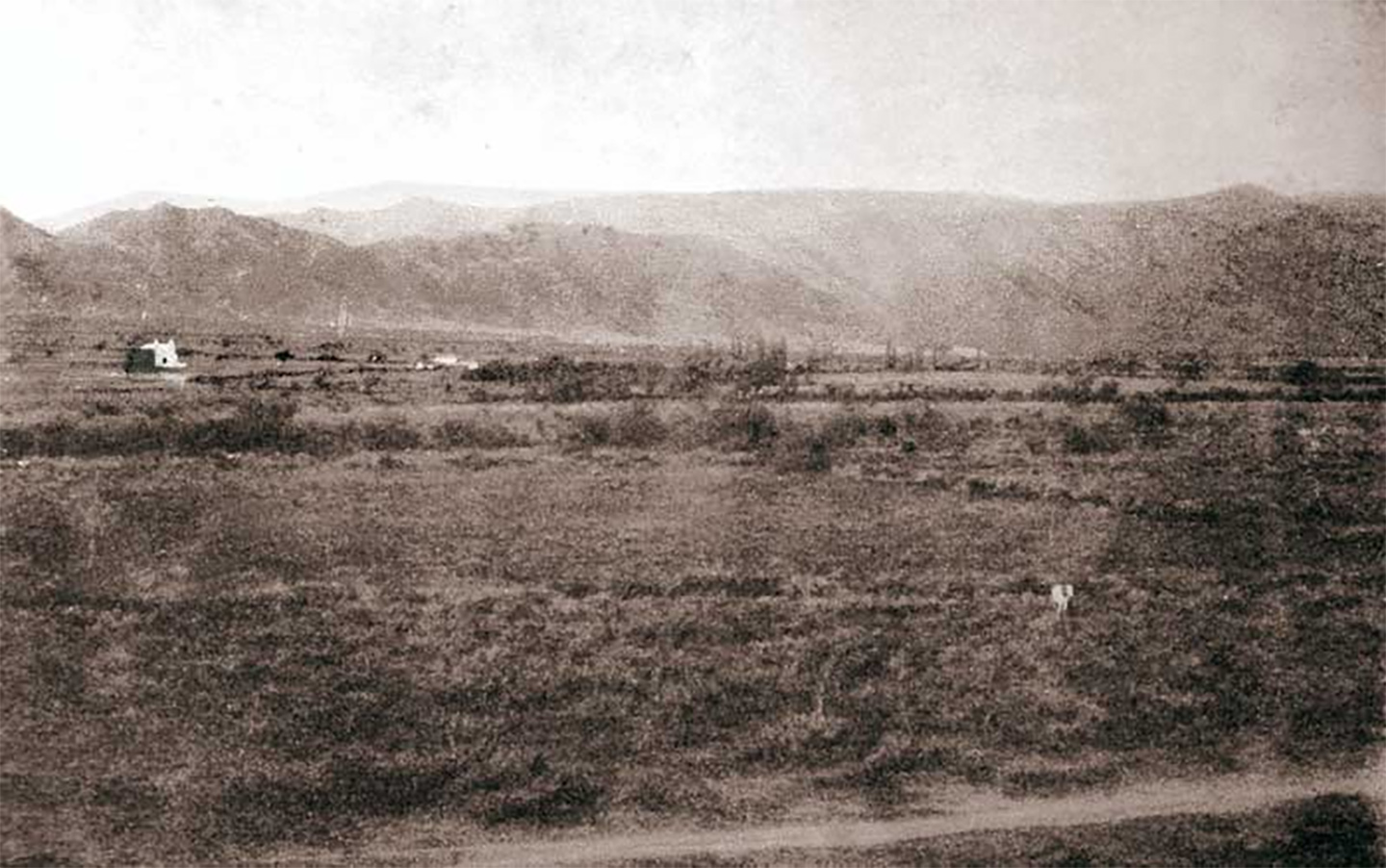
Valle de Quisquisacate antes de la construcción del dique San Roque

La confluencia de los actuales ríos Cosquín y San Antonio (antiguamente San Roque y San Juan, respectivamente) se producía en un valle al que se denominaba Valle de Quisquisacate (cuyo significado es Sitio donde se unen dos o más cursos de agua), posteriormente conocido como valle de San Roque.
Este pequeño valle estaba habitado por los comechingones, que poco a poco fueron desplazados. Era una fértil área agrícola que se ubicaba entre una serie de cordones montañosos, y valles más altos. Al este, las antiguamente denominadas Sierras de Saldán, hoy Sierras Chicas. Hacia el oeste, el faldeo de las Sierras Grandes, actualmente ocupado por localidades como Villa Parque Siquiman, Villa Santa Cruz del Lago, Cabalango, Tanti, etc. Al norte, el llamado Valle de Camin-Cosquín, donde se encuentran las localidades de Bialet Massé, Santa María de Punilla, Cosquín y Molinari entre otras; y al sur, el Valle de Buena Vista, ocupado, principalmente por la ciudad de Villa Carlos Paz y más allá San Antonio de Arredondo, Cuesta Blanca, Mayu Sumaj, Icho Cruz, y otras menores.
Este valle, estaba repartido en cinco estancias: San Roque, Santa Leocadia, Santa Ana, El Pantanillo y Santa María, que fueran propiedad de cinco familias: Bustos, Toranzo, Cabanillas (descendientes de los Toranzo), Paz y Salguero.
Uno de los hechos más importantes ocurridos en este valle, fue la feroz Batalla de San Roque, el 22 de abril de 1829, entre el Brigadier, Juan Bautista Bustos y el por aquel entonces, unitario Gobernador de Córdoba, General José María Paz (más conocido como El Manco Paz). Este triunfo (junto a los de la Batalla de La Tablada y la Batalla de Oncativo), le permitieron mantenerse en el cargo hasta 1831.
Desde la estancia Santa Leocadia, esta batalla fue presenciada por una niña que había sido bautizada el 10 de enero de 1822 en una capilla que a finales del siglo XVII, Don Diego Salguero de Cabrera había construido en medio del valle, en honor a San Roque, y que luego quedaría bajo las aguas del embalse. Con el paso de los años, aquella pequeña niña de tan solo ocho años, sería, nada más y nada menos que la primera beata argentina: María del Tránsito Cabanillas, fundadora de la Orden de las Terciarias Misioneras Franciscanas
El tiempo fue cambiando lentamente la fisonomía del lugar, y en 1869, Rudecindo Paz (padre de Carlos Nicandro Paz, quien fundara la actual ciudad de Villa Carlos Paz), y estuviera casado con Doña Clementina Pruneda, adquiere la Estancia Santa Leocadia, y que hacia finales de 1800, sería inundada por el embalse de agua que formara aquel dique San Roque.
Toda esta región, estaba rodeada hacia los altos, por estancias no menos importantes. En muchos casos, no solo dieron origen a nombres que luego se utilizaron para denominar algunas áreas, sino que los apellidos de sus propietarios originaron asentamientos que en la actualidad (2017), llevan sus nombres. Citaremos por ejemplo, Bialet Massé, Villa Caeiro, Villa Bustos, etc. También es el caso de la estancia de San Antonio, propiedad de Doña Adelaida Arredondo de Columba, que dio origen a la localidad de San Antonio de Arredondo, y la estancia La Ochoa, de la que hoy toma su nombre un cerro que es utilizado como base de antenas para retransmisión de señales tanto televisivas, como radio, telefonía, y microondas.

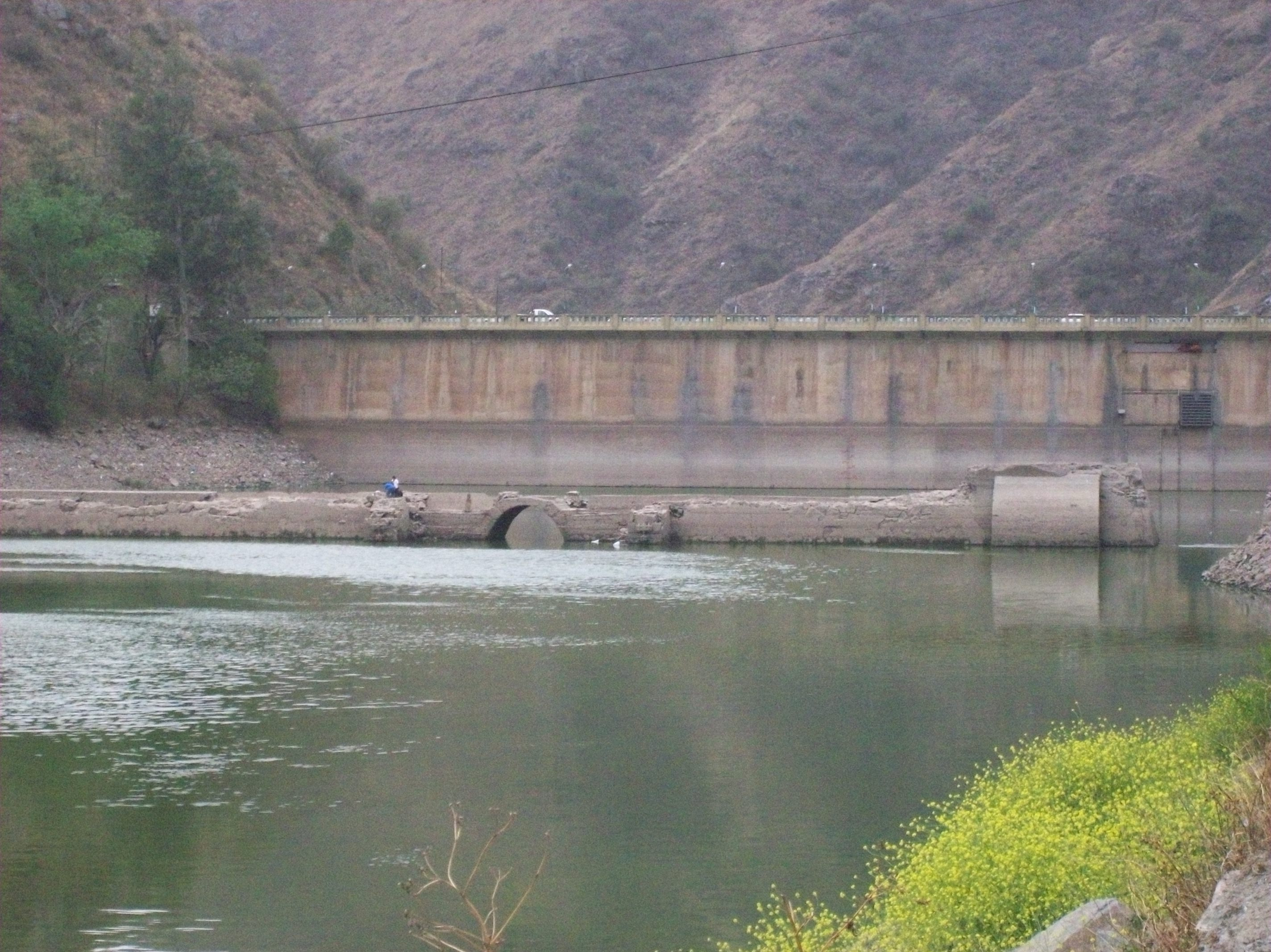
Imagen de los dos paredones construidos.

### Aguas abajo: Dique Mal Paso y más allá la ciudad

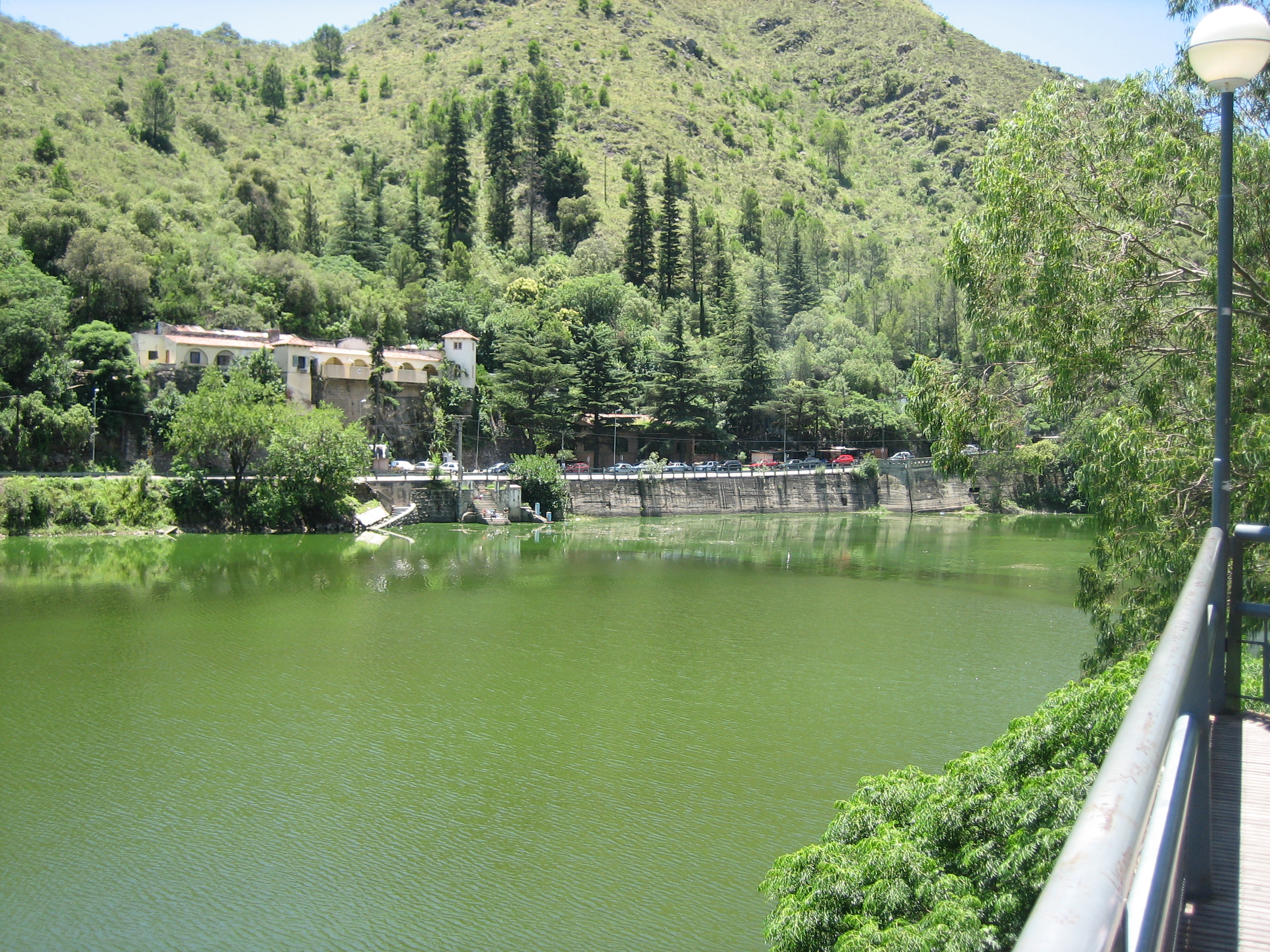
El alto grado de eutrofización le da al agua no solo un color verde particular, sino un olor muy similar al emanado por el Gamexane

Los primeros pobladores de la actual ciudad de Córdoba, se asentaban en las márgenes de un curso de agua. Cuando el conquistador Jerónimo Luis de Cabrera, llega el 23 de junio de 1573 (día de San Juan), a orillas de ese río, al que los lugareños llaman Suquía, se encuentra con un interesante y atractivo sitio para fundar la ciudad de Córdoba de la Nueva Andalucía. Había provisión de agua, tierra fértil para cultivos y cría de ganado, y si bien el lugar era un pequeño valle sin vías de escape en caso de un ataque, los aborígenes que habitaban la región, eran pacíficos y no representaban un peligro. Así, dedicó algunos días a recorrer la región para encontrar el mejor lugar donde fundar la población. Finalmente se decide por un sitio que hoy pertenece al barrio Yapeyú, ubicado al este de la ciudad. Con el paso del tiempo, y debido a las bondades del lugar, el asentamiento comenzó a aumentar rápidamente su población e importancia, asentándose los habitantes en ambas márgenes del río. El único problema que surge luego es que durante la temporada de lluvias este curso de agua aumentaba dramáticamente su caudal, arrasando con cuanto elemento se encontrara a su paso, por lo que los habitantes prefieren habitar las zonas más altas. Esto conllevaba dos problemas: por un lado, mantener la comunicación entre ambas márgenes del río, aun con un gran caudal, y por otro lado, el de proveer de agua a los sectores más altos donde se asentaba la gente, sus cultivos y su ganado.
Entre 1884 y 1886, el Ing. Carlos Dumesnil, se asocia con el Dr. Bialet Massé, para iniciar la construcción del dique Mal Paso (recibe su nombre debido a que en ese sitio, el río tenía un sector difícil de sortear), en cercanías de la localidad de La Calera. Esta represa fue seguida de cerca por Cassaffousth, ya que era la prueba piloto de las cales que se utilizarían en la construcción del dique San Roque. Con esta cal, también se construyeron el Acueducto de Saldán, el Puente de los suspiros, la Capilla de San Roque, y la capilla de Calera, entre otras construcciones. Dumesnil nunca pudo cobrar sus honorarios. Le inicia un juicio al estado provincial y se embarca con destino a Francia, quedando Cassaffousth como único responsable de la construcción del dique, por lo que se asocia con Bialet Massé para concretar esta faraónica obra.

### Demasiada agua
Hacia finales de 1598, se tiene registro de haberse mandado a realizar reparaciones y muros, que contuvieran las corrientes del río que provocaban daños en la ciudad de Córdoba. El 1 de mayo de 1623, se produce una gran riada que afecta seriamente a la ciudad, dañando edificios. Esto se repitió en 1639, destruyendo iglesias y nuevamente en 1671, el arroyo La Cañada hizo lo propio, inundando la ciudad, por lo que se ordenó la construcción de un ‘’muro de cal y canto’’ que protegiera la ciudad (actualmente -año 2017- puede apreciarse parte de aquel viejo muro, en la intersección de las calles Belgrano y Bvd. San Juan).
En 1734, ocurriría un hecho que marcaría el inicio de un cambio en la historia de Córdoba: la extrema sequía que azotaba toda la región, recibió una precipitación como nunca antes se hubo visto. El río Cosquín tuvo una crecida muy grande. Tan grande fue la cantidad de agua caída, que la misma se represó en el Valle de San Roque, puesto que la quebrada por la que discurría el río Suquía no permitía el paso de más agua. Según Bialet Massé, esto dio la idea de un dique en el lugar. Idea que en realidad, ya había sido elucubrada por el poeta cordobés Luis José de Tejeda y Guzmán (fallecido en 1680), quien tuvo una primera visión del dique San Roque, mientras desempeñaba funciones municipales en la ciudad de Córdoba, realizando diques de cal y canto (piedra), para irrigación y provisión de agua a su ciudad natal.
En 1827, y debido a otra gran crecida, nuevamente se produce un embalsado natural del agua en la entrada a la Quebrada de San Roque, y que arrastró grandes moles de piedra cerrando el paso al agua en la quebrada. Esto duró hasta 1831, fecha en que Don Pedro Lucas Cabanillas, propietario de la estancia, hizo volar dichas piedras con pólvora, ya que las aguas embalsadas, habían comenzado a destruir los alfalfares. Así nace el dique San Roque.

### Desde Cassaffousth a Roca, pasando por el paredón

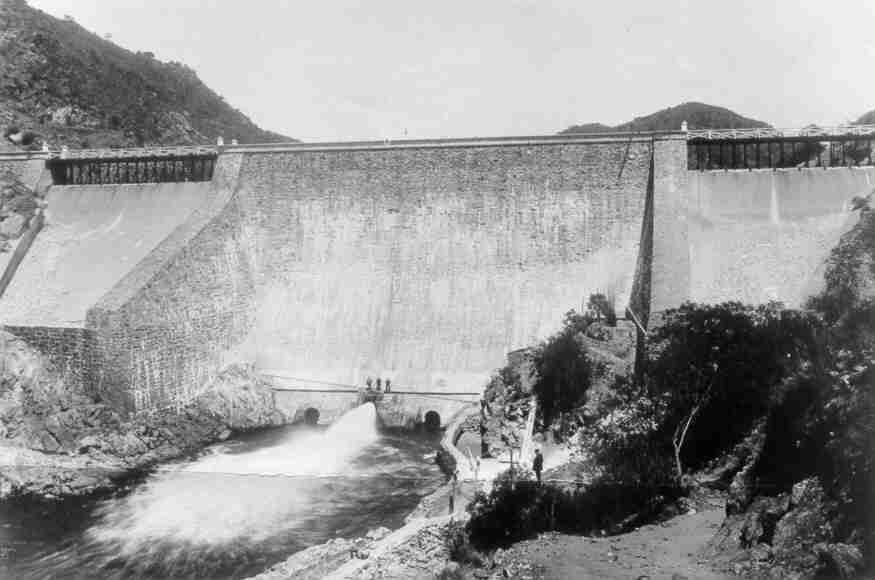
Primer paredón, inaugurado en septiembre de 1891

En 1878, durante la gobernación de Antonio del Viso, el Dr. Miguel Juárez Celman se desempeñaba como Ministro de Gobierno. Él fue el principal impulsor del proyecto de construcción del dique. El gobierno, de tinte liberal, quería que Córdoba tuviera recursos para captar inmigrantes, y de esa manera, darle a la provincia una posición de privilegio ante sus competidoras, en la producción de bienes, ganado, etc., en especial, en contra del puerto de Buenos Aires. Hacia finales de 1880, y con Juárez Celman como gobernador, la Municipalidad de Córdoba, acepta la propuesta del Ing. Eugenio Dumesnil, de dotar a la ciudad de Córdoba de agua corriente, tanto para consumo como para riego. Por aquel tiempo, el Ing. Cassaffousth era Director de Riego de la Provincia. En 1883, Juan Bialet Massé, asume el cargo de concejal de la ciudad de Córdoba, y a fines del mismo año, se hace cargo de la presidencia del Consejo Deliberante. Comienza a adquirir tierras en el Valle de Punilla. Allí, al noroeste del Valle de San Roque se encontraba la estancia La Zulema, que tenía una cantera de piedra caliza de 33 hectáreas. Experimentando con estas cales, descubre que se endurecían en presencia de agua. Estas cales ya habían sido utilizadas por los Jesuitas para la construcción de sus estancias de Alta Gracia, Jesús María y Santa Catalina. Una visita del Ingeniero Saint Ives, Jefe de puentes y calzadas de Francia, le confirmó que eran de excelente calidad.
El Ing. Dumesnil se asoció con el Ing. Carlos Cassaffousth (su compañero de estudios en la École Polytechnique de París en Francia, experto en temas de Ingeniería Hidráulica y ambos, compañeros de Gustave Eiffel), para presentar el Proyecto del Sistema de Riego de los Altos de la Ciudad de Córdoba, que incluía la construcción de dos canales principales de riego, a cada lado de la ciudad, que eran alimentados por el ‘’Dique Derivador Mal Paso’’, en la localidad de La Calera (actualmente -2017- Dumesnil), y un embalse de aguas en el Valle de San Roque, de 1600 ha, represadas por un murallón de 52.257 m³, construido de piedras amalgamadas con cales hidráulicas, que se encontraban en los terrenos propiedad de Bialet Massé (que en 1884, se extendían hasta la actual ciudad de La Falda). Estas cales de agua, sirvieron como base para fundar la primera Fábrica de Cales La Primera Argentina, de la que hoy, solo queda como mudo vestigio a orillas de la Ruta Nacional 38 uno de los tres hornos tipo Teill en los que se produjera la cal que uniera las piedras del inundado primer dique San Roque.
Otro dato relevante es que esta represa, serviría de puntapié inicial para la construcción de un canal navegable, que concentrara el excedente de agua de los ríos, Suquía, Xanaes y Ctalamochita, para conectar la ciudad de Córdoba con el Río Paraná, y ponerla en contacto directo con el mundo. De esta manera, Córdoba podría poner toda su producción, ya sea agrícola, ganadera, industrial y textil, en cualquier lugar del mundo, sin depender del puerto de Buenos Aires. Los franceses estaban tan interesados en este canal que estuvieron a punto de firmar un convenio para su construcción, pero el proyecto caería en vía muerta al desencadenarse los hechos que llevaron a la construcción del segundo paredón.
De la mano de su concuñado Julio A. Roca, y de Carlos Pellegrini, que fuera su vicepresidente, en octubre de 1886, Miguel Juárez Celman, alcanza la presidencia de la nación en medio de serias acusaciones de fraude, y en Córdoba, asume como gobernador, Gregorio Gavier, quien aprueba los planos de construcción. Así las cosas, Juárez Celman le sugiere a Bialet Massé, asociarse con Funes y crean la sociedad Funes, Bialet Massé & Cía. Funes era cuñado de Julio A. Roca y de Juárez Celman, que también le sugirió a Cassaffousth, asociarse con Bialet Massé.

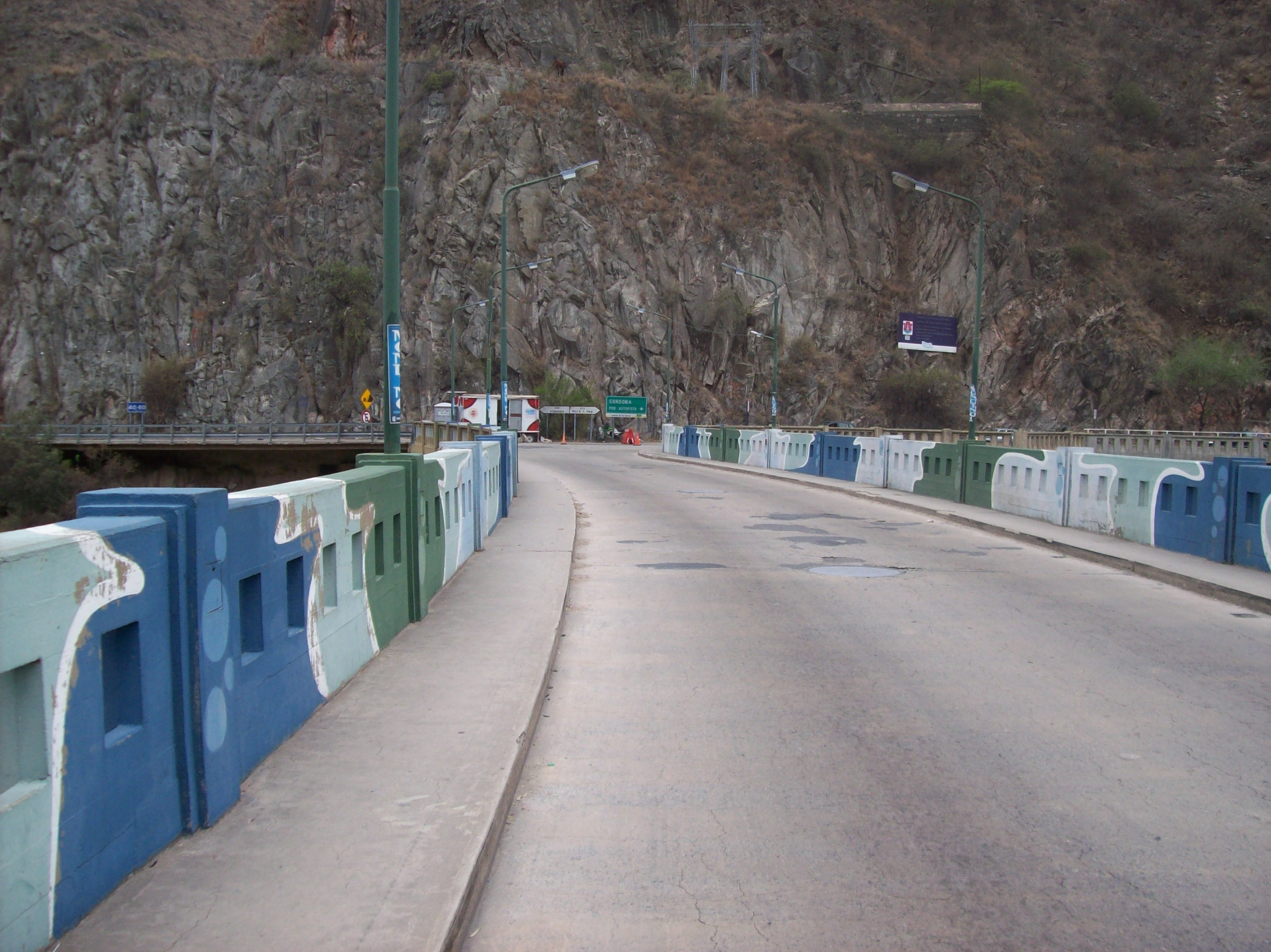
Calzada sobre la coronación del Dique

### Puesta en marcha, contexto político cambiante y juicio

Vista del vertedero tipo Tulipa, denominado embudo

La construcción del dique San Roque tuvo objeciones del Departamento Topográfico en el 1888, por cuestiones relativas al pago de la obra con respecto a su contrato original. El ingeniero Luis Huergo, que fue solicitado en el arbitraje, aportó su apoyo a Funes y Bialet.
En noviembre de 1888, se cierran las compuertas y comienza a llenarse el dique, lo que significó dos cosas, la muerte del productivo Valle de Quisquisacate o San Roque, y el inicio de Córdoba como ciudad, y que la ubicaría entre las más progresistas del mundo. El 12 de abril del 1890, Juárez Celman, principal impulsor del dique, lo inaugura. Unos meses después, el 6 de agosto del 1890, renunciará a su cargo de presidente de la nación. El 19 de agosto, el gobernador de Córdoba Marcos N. Juárez presenta su renuncia. Al día siguiente, asume el nuevo mandatario de Córdoba, Eleázar Garzón, para terminar el periodo 1889-1892. El nuevo gobernador, Manuel D. Pizarro, assume el 17 de mayo de 1892.
El gobernador Pizarro solicita al Presidente de la Nación, que designe una persona idónea para evaluar la controvertida obra del dique San Roque. Este presenta al sueco, Federico Stavelius como ingeniero capacitado para la tarea y que se desempeñara como vicepresidente del Departamento de Ingenieros de la Nación. Así llega el Ingeniero Federico Stavelius a Córdoba. Inmediatamente arribado a Córdoba, se traslada al lugar donde se erige la colosal obra, y toma innumerables notas. Finalizados los estudios, regresa a Buenos Aires con planos, mapas y notas que según algunos historiadores, nunca fueron encontradas. Stavelius eleva un informe lapidario al Gobernador Pizzaro a través del Presidente del Departamento de Ingenieros de la Nación: Juan Pirovano.

El dique presenta 90 puntos de filtraciones, y una gran grieta de lado a lado, y su reparación, tendría un costo de $400.000.

.
Otra de las soluciones sería construir un murallón de cemento inglés aguas arriba del actual paredón y rellenar el espacio entre ambos con el mismo cemento, lo que implicaría que el dique «local» quedaría a salvo gracias al cemento portland inglés. Esto provocó que Bialet Massé, presentara una denuncia formal contra Stavelius, deslindando todo tipo de responsabilidad si al dique se le realizaban las reformas que se informaban. Esto exasperó tanto al gobernador Pizarro, que convocó sobre el paredón del dique a todas las partes. El socio de Stavelius, Cristian Kürzer, comenzó a intentar clavar un cortafierros en el paredón a fuerza de martillazos, y diciendo que en breve aparecerían las grietas y las marcaría con pintura roja, lo cual, luego de un rato, y sin hacer mella a la estructura, solo sirvió para desatar algunas bromas. Tampoco se alcanzaba a divisar la famosa grieta de lado a lado que Stavelius había descrito con tanto detalle.
Así, el exgobernador Marcos N. Juárez, envió un telegrama de tres páginas a su hermano, el expresidente Juárez Celman, informándole que nadie, incluidos los Ingenieros Profesores de la Universidad Nacional de Córdoba, habían visto lo informado por el Ing. Stavelius, siendo inexacto ese informe. No obstante, Pizarro solicitó procesar a Bialet Massé y Casaffousth por defraudación y estafa y suspende el pedido de dinero para la reparación del dique (tal vez para justificar su accionar y que la sociedad no lo condene). Desde la cárcel, Cassaffousth y Bialet Massé, realizaron reparaciones por $5.000. Preso, este último se dirigió así al Dr. Juárez Celman: 

«Escribo a Ud. desde el Dpto. de Policía donde estoy preso por el Crimen de haber construido el Dique. Le garantizo por mi honor que el Dique es bueno, y esta bien a pesar de algunos desperfectos causados por el abandono pero no se asuste. ¡Es cierto que hay que derribar el Dique, para que no quede nada que venga de los Juarez! ¡Bárbaros!»

Un año después, y tras demostrarse que todo era una maniobra política, la justicia les otorgó a ambos la libertad, aunque ya estaban en la bancarrota. Al día siguiente, Pizarro renunció a su cargo.

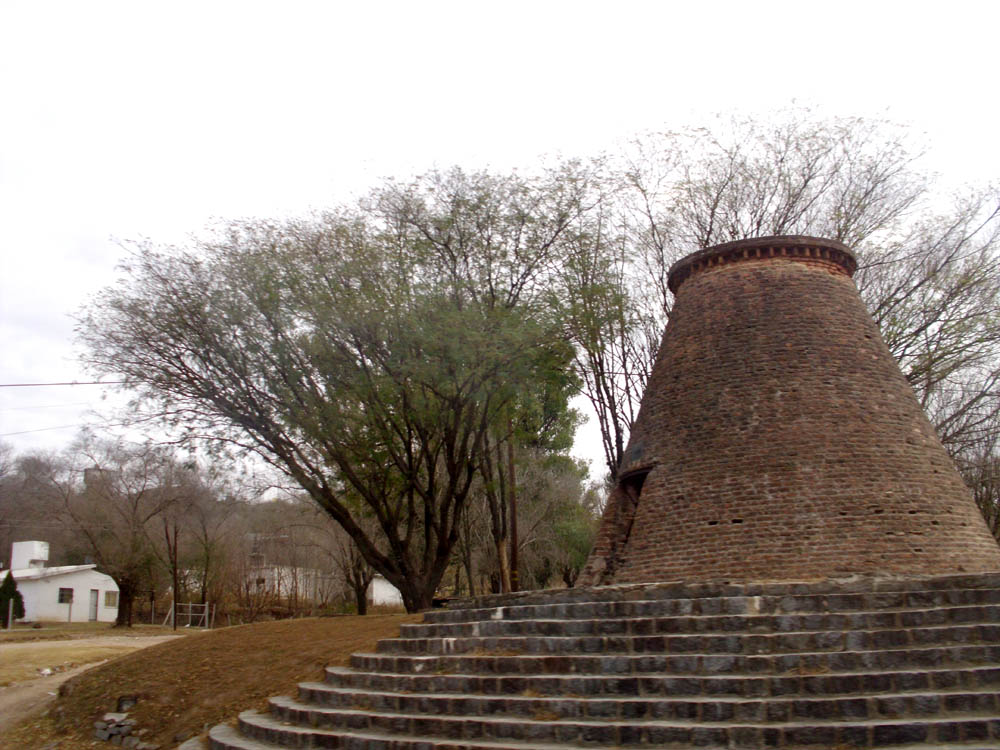
El único horno tipo teill que sobrevive, y que sirvió para fabricar la cal utilizada en la construcción del dique y otras construcciones

### El dique definitivo
En el 1944, se finalizó el actual paredón, después de 64 años de servicios del primer dique. Se realizaron nuevos cálculos hídricos que demostraron que el dique debería ser más alto, debido a que existía la posibilidad que el nivel de agua, lo superara (cosa que hubiera ocurrido en la década de 1990, cuando el nivel del lago alcanzó la cota máxima de 651 m s. n. m.). Además, se haría un nuevo tipo de vertedero y se corregiría el problema de que las válvulas de fondo nuevamente se taparan (al construirse la nueva traza del ferrocarril a Cosquín, todo el material que cayó al lago, llegó al fondo, obstruyendo los desarenadores, y para desobstruírlos hubo que vaciar el dique en su totalidad -según cuentan algunos, el vaciado del embalse se llevó a cabo cuatro veces-). Así comenzó la construcción del nuevo paredón, 150 metros aguas abajo del primero y con un sistema de vertedero más eficiente, sin control humano ya que el sistema de sifón, que poseía el viejo paredón, presentaba algunos inconvenientes.

#### Técnica

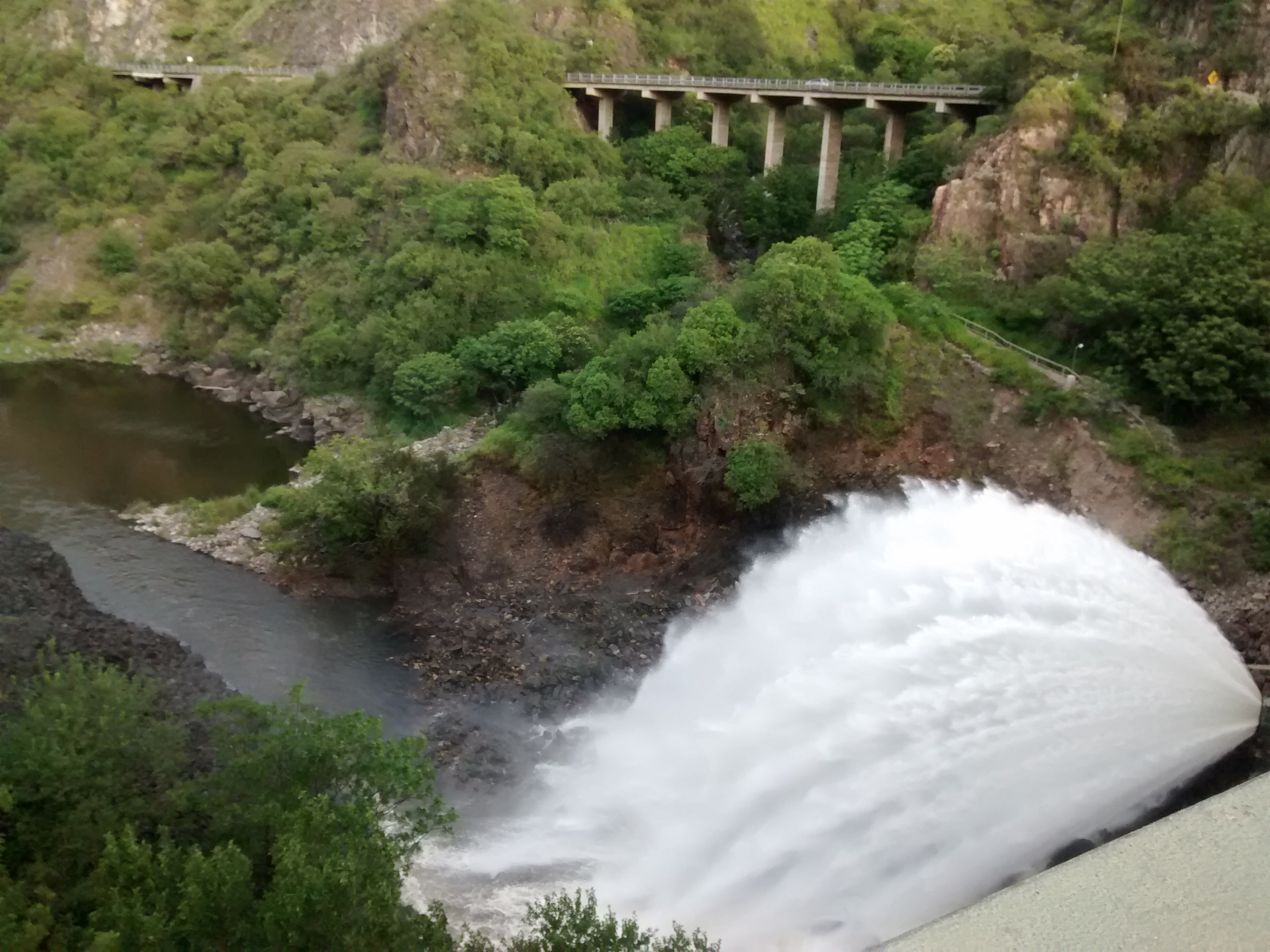
Aliviadero funcionando a plena carga, la lluvia de rocío formada recibe el nombre popular de "Cola de la Novia"

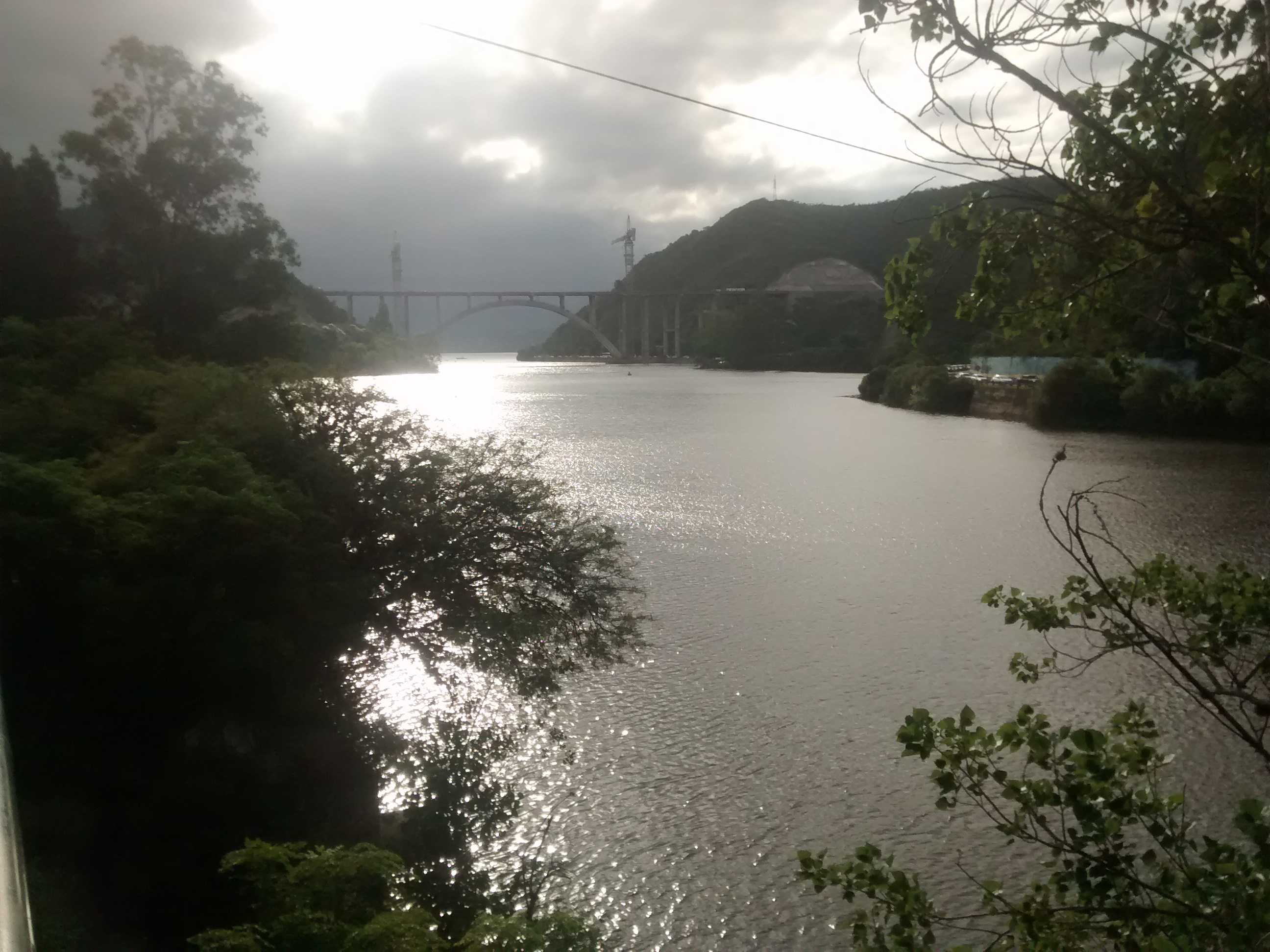
El espejo de agua formado, alcanza las 1600 ha

La estructura de hormigón se fundó en el lecho rocoso, construyendo un rastrillo formado por un diente de hormigón de 4 x 4 m, a cota 597, con inyecciones del mismo material, distantes 3 m una de otra, en sistema tresbolillo, formando dos hileras paralelas a todo el largo del paredón. En esta ocasión se utilizó cemento portland, cuyo uso ya estaba más generalizado, y se producía localmente (en 1907, los Ings. Gavier y Senestrari instalaron la primera fábrica de Cemento Portland en Córdoba, utilizando el primer horno rotativo del país, en la actual zona de Rodríguez del Busto. En 1917, el Ing. Marcelo Garlot, junto al Sr. Pablo Verzini, construyen, en el paraje km 7 (actualmente Barrio Jardín), en la zona sur de la ciudad de Córdoba, una fábrica de cemento, que a la postre sería la base de la futura Corporación Cementera Argentina. Por último, en 1930, Juan Minetti construye Cemento Hércules, en la localidad de Dumesnil, Córdoba). El perfil del muro, responde a la condición de Levi (cuando el embalse está lleno, el esfuerzo es igual a la presión hidrostática). Toda la estructura posee juntas verticales (radiales y longitudinales) y horizontales, dividiendo el muro en paneles. Estas uniones se realizaron con chapas de Cu, unidas a los paneles laterales. Internamente toda la estructura posee galerías y pozos de inspección, para verificar el estado de la misma. También posee dos conductos transversales a la dirección del paredón, que lo atraviesan a cota 623, desembocando en dos válvulas aguas abajo. Si bien el hormigonado de la estructura principal fue de 250 kg/m³, la fundación se dividió en 3 franjas diferentes: la franja a paramento mojado, se realizó con material de 275 Kg/m³, para el centro se utilizó 250 kg/m³, y la porción a paramento seco 225 kg/m³. La inyección de aire comprimido fue fundamental y el fraguado se realizaba de a 1,5 m, dejando actuar 72 horas. Además, en el hormigonado, se fueron incluyendo termostatos, para tomar registro del fraguado.
El nuevo paredón tiene mayor altura que el primero, y soporta mayor cantidad de agua embalsada. Sin embargo, debido a que el río cruza la ciudad de Córdoba y está atravesado por numerosos puentes, la capacidad de evacuación de agua del río se establece en 400 m³/s, por lo que el evacuador de crecidas o vertedero, no debe permitir el paso de un volumen que, sumado al aporte del arroyo Saldán y La Cañada, sea mayor a ese valor. Con esta información, finalmente se decide construir un sistema de pozo vertedor, y se le solicita al Ing. Roberto Perazzo, en Capital Federal, que realice las pruebas necesarias para encontrar la mejor solución. Luego de numerosas pruebas, se decide por una estructura con una entrada acampanada (conocido como tulipa, o más vulgarmente como embudo), que elimina el efecto de vórtice y remata en un túnel de descarga en ladera, independiente del cuerpo de la represa, sin sistema de compuertas que deba ser operado por una o más personas. El labio del vertedero se ubica en cota 643,5, y la base de la tulipa en cota 635. Allí el pozo vertedor posee 5 m de diámetro y llegando a cota 621, el diámetro se reduce a 4 m. Allí tuerce hacia el dique y lo atraviesa a cota 611, hasta alcanzar la salida, algunos metros aguas abajo. La profundidad del tubo de descarga se obtiene por simple resta: la cota del vertedero es de 643,3, y la cota del tubo de descarga es de 611, lo que da una diferencia de 32,3 m.
La salida de este pozo, aguas abajo, es de forma circular aplanado por su base. Posee un diámetro de 4 m y sobre la estructura del paredón se aprecian dos válvulas de medio fondo para evacuación adicional marca English Electric (en el año 2000 fueron reemplazadas por sendas Howell Bunger ya que las originales no pudieron abrirse por falta de mantenimiento).
En el 1959, se habilitó la Central Hidroeléctrica San Roque, que toma aguas del dique a través de un túnel de 4 km y 3m de diámetro.

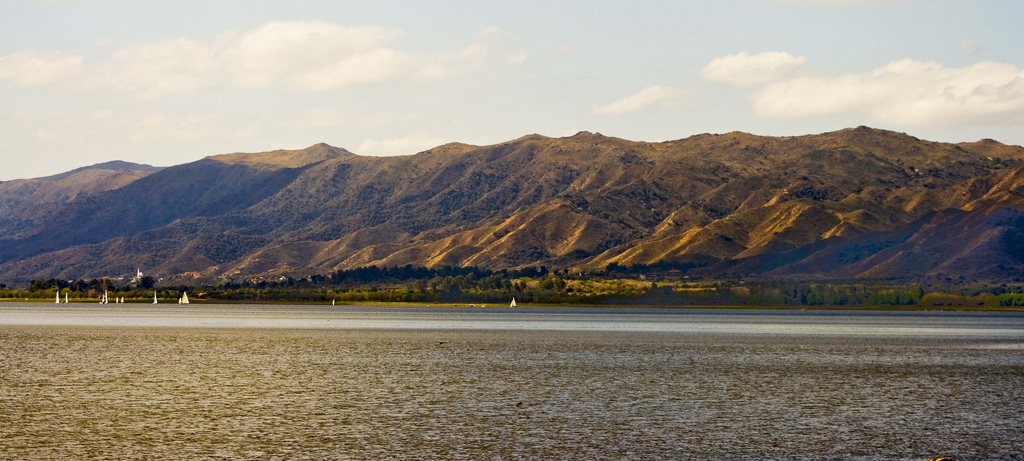
Lago San Roque y Sierras Chicas

### Actualidad
El presente del segundo dique San Roque, no es muy diferente de lo que sus ideólogos tenían en mente con el primer dique. En su costa sur, se encuentra un importante centro vacacional que año tras año, convoca gran cantidad de personas al esparcimiento. Sus aguas se utilizan para proveer del líquido elemento a la parte norte de la Ciudad de Córdoba (la parte sur es alimentada con agua proveniente del Dique Los Molinos). Sin embargo, algo que tal vez sus mentores no imaginaron, fue las controversias que surgirían 100 años después, con la cota del lago. El crecimiento descontrolado de la ciudad más grande que se encuentra en sus márgenes: Villa Carlos Paz, provocó que la línea de edificación, avanzara sobre el perilago. Esto provocó que en algunos años con abundantes precipitaciones, esa porción de la ciudad se viera afectada por inundaciones debido al aumento del nivel del lago. Finalmente, una solución política al asunto significó la invención de un estatus al que se le denominó Cota de espera, que no es sino otra cosa que mantener el nivel del dique en cota de 33 metros en lugar de los casi 36. Esto significó literalmente una batalla política entre provincia y municipios que nunca encontró un resultado favorable. Amén de esto, también se generaron suspicacias con la venta de terrenos por debajo de la cota 36 aduciendo que la cota se había bajado a 33, siendo que esto nunca ocurrió formalmente.

### Resumen

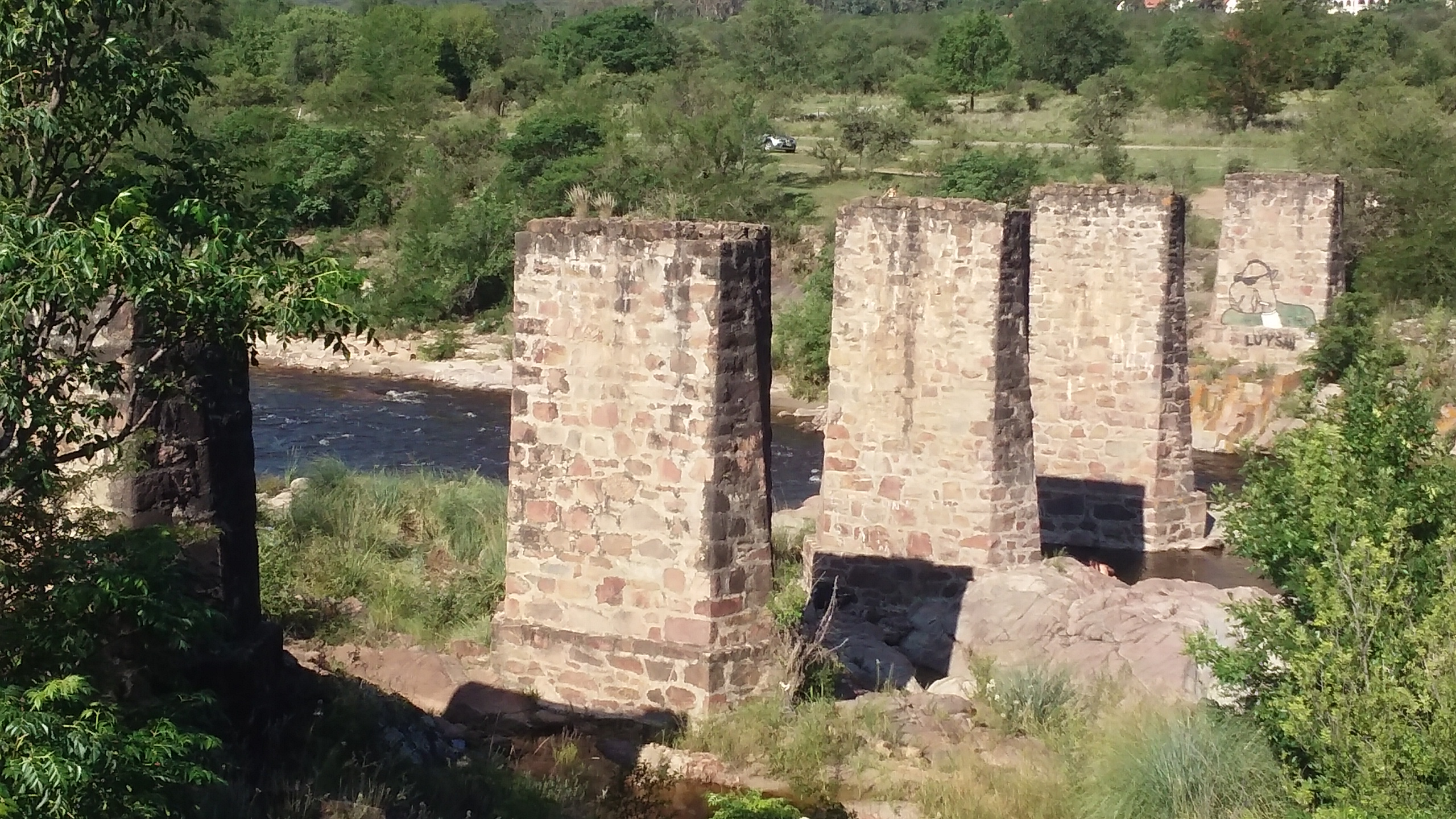
Malogrado puente construido con los mismos materiales utilizados en el primer dique San Roque, en cercanías de la localidad de Santa María de Punilla.

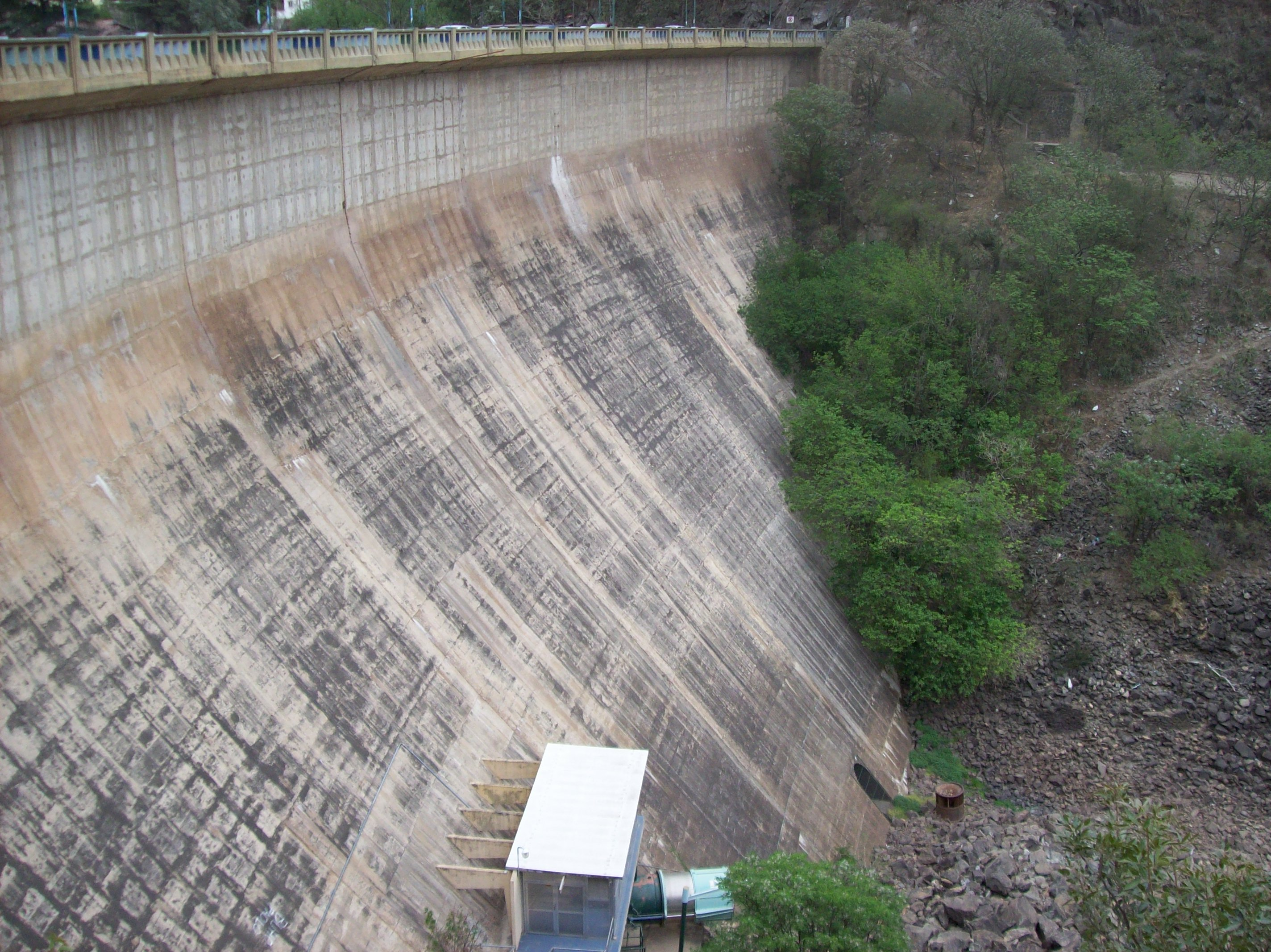
Nuevo paredón del dique. En la parte inferior de la foto, se puede apreciar una de las dos válvulas de alivio de medio fondo.

La construcción del primer dique San Roque constituyó un hito en la historia de la arquitectura mundial. Argentina, estaba en un proceso de revolución política luego de independizarse de España, por lo que, estaba en pleno camino de consolidación de la República. Esto significaba grandes disputas políticas por el poder, y la presidencia de Miguel Juárez Celman no estaba ajena a ellas. Julio A. Roca, que tuviera el visto bueno para su Campaña del Desierto y Carlos Pellegrini, que se transformó en un férreo opositor al juarismo, debían valerse de un plan para echar por tierra los intentos de que Córdoba surgiera como una competencia para el puerto de Buenos Aires, e indirectamente darían una estocada al juarismo. El súmmum ocurrió cuando el Ing. Huergo intentó realizar, con ayuda de Francia y utilizando los mismos materiales que se utilizaran para construir el dique, un canal que uniera la ciudad de Córdoba con el río Paraná, acercándola a las grandes capitales del mundo, pero evadiendo a Buenos Aires. Esto también implicaba desafiar el poderío económico del Reino Unido, más aún cuando el propio ingeniero Alexandre Gustave Eiffel, dijera: 

Dos obras de ingeniería concentran la atención del mundo, mi Torre y el Dique San Roque, pero mi Torre no es productiva, mientras que el Dique sí.

.
Por si esto no fuera suficiente, el juarismo, que por aquellos años gobernaba el país, de ideas liberales, centralistas y promotor de la empresa privada y la obra pública se oponía al clericalismo conservador. Esto afectaba seriamente a la iglesia porque quedaba fuera del poder. Esta separación del estado de la iglesia, llevó a esta a oponerse férreamente al gobierno. Si se tiene en cuenta que en Córdoba, tuvieron fuerte arraigo los Jesuitas, se entenderá el poderío clerical que había en la región. Juan Bialet Massé y Carlos Cassaffousth, estaban respaldados por el gobierno nacional. Al renunciar Juárez Celman, y ser reemplazado por Carlos Pellegrini, aquellos dos constructores, quedaron sin respaldo político, lo que los afectó seriamente, quedando a merced de los intereses personales de terceros. Ambos fueron encarcelados, y si bien luego recuperaron la libertad, habían perdido todo. Económicamente estaban en bancarrota.
Luego de poco más de 50 años, en los que el primer dique, soportó imperturbable, todos los embates climáticos, hídricos y geológicos posibles, demostrando que la calidad de la cal hidráulica local utilizada estaba a la altura del mejor cemento portland inventado por el constructor británico, Joseph Aspdin, no soportó los vaivenes políticos que justificaron, con falsas fallas, falsos profesionales y adulterados informes en favor de intereses personales, la construcción del segundo paredón del dique San Roque. Un detalle interesante es que el viejo murallón, apenas pudo ser dinamitado en la pequeña porción superior del paredón, manteniéndose en la actualidad el murallón completo, desde la superficie del lago hasta la profundidad máxima, de modo tal que si finalmente el dique de hormigón cediera ante una catástrofe, el viejo murallón contendría la inmensa masa de agua embalsada evitando inundaciones aguas abajo, demostrando nuevamente que los materiales utilizados eran de excelente calidad.

## Centrales Hidroeléctricas asociadas

### La Usina Hidroeléctrica Molet
Alfred Molet (1850-1917) fue un ingeniero químico francés, expatriado a la Argentina, que en 1899 fundó la Compañía Molet de Carburo de Calcio, en las márgenes del río Suquía, a poca distancia, aguas abajo del dique San Roque. En 1902, Molet vendió su parte accionaria, y en 1909, sus ex-socios venden el edificio a la Compañía General de Electricidad, que en 1910, transforma el edificio en una central hidroeléctrica, instalando dos generadores Brown-Bovery, con dos turbinas Francis, marca Escher Wyss. Producía 750 kW de potencia y se mantuvo en funcionamiento hasta 1959, cuando salió de funcionamiento junto a la Central Casa Bamba por ser reemplazadas por la nueva Central hidroeléctrica San Roque. El 18 de mayo de 2005, el edificio abandonado fue restaurado y se creó el Museo Usina Molet

### Central Casa Bamba

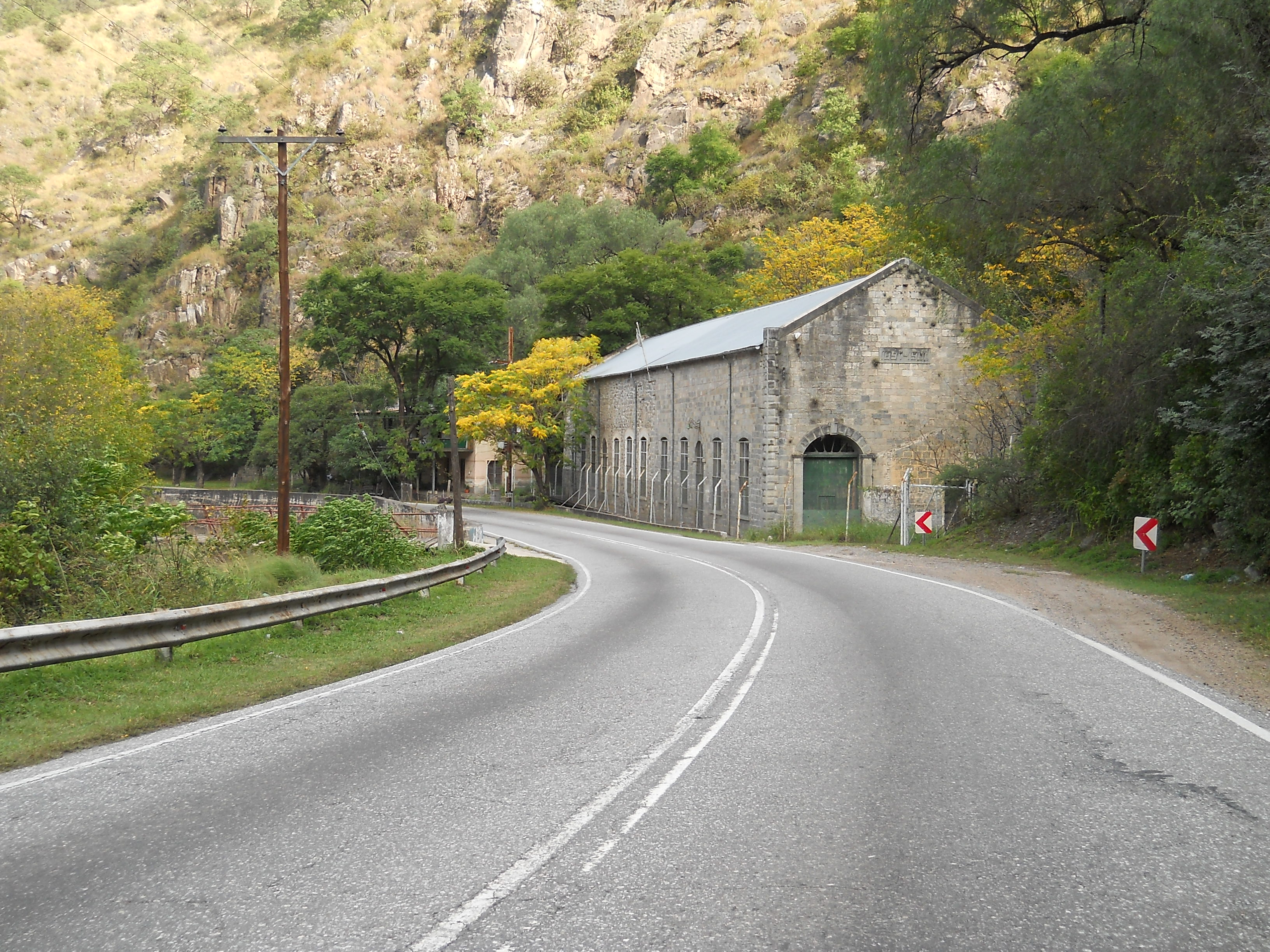
Edificio Usina Bamba

El canadiense Joseph Oulton había llegado a Córdoba en 1872, en busca de oro; pese a no haberlo encontrado, quedó impresionado por las posibilidades hidroeléctricas de una angosta quebrada, coronada por la antigua estancia San Roque:

Un desfiladero extremadamente angosto de tan solo 100 yardas de ancho. Allí el río cae aproximadamente 40 yardas.

Estudiando el lugar, encontró una pequeña casucha junto al río, que según le comentaron los lugareños habría servido de refugio a un personaje legendario de Córdoba: el Indio Bamba. Atraído por la noticia de la construcción de la importante obra de ingeniería, en 1881, se presentó y propuso al gobierno la excavación de un túnel a través de la montaña, para desviar el río y conducir el agua por tuberías hacia el otro lado, aprovechando el caudal y el salto, para mover generadores de electricidad. Quien recibió su propuesta fue nada más ni nada menos que el Ing. Cassaffousth, que en ese momento se desempeñaba como director provincial de Riego. Obviamente, este le dio todo su apoyo y le concedió la realización de las obras.
Un largo juicio a Cassaffousth, determinó la cesación de la concesión de la obra, que poco después fue asignada a Federico McKinley, quien a su vez la transfirió a la empresa Córdoba Light and Power Company, cuyo principal inversor era el estadounidense Theodore Vail. Este realizó la obra basándose, casi exclusivamente, en los planos de Oulton.
La Usina Bamba inicia su actividad en 1897 y se convierte en la primera central hidroeléctrica de Sudamérica, y una de las primeras del mundo. Inaugurado por el gobernador José Figueroa Alcorta junto al general Brahe, agregado militar de la Embajada de Estados Unidos en Argentina, y directivos de The Córdoba Light and Power Company (Compañía Luz y Fuerza de Córdoba).
La primera instalación hidráulica de la Empresa Agua y Energía de Córdoba aportó una fuerza equivalente a 1700 caballos de vapor (unos 1.275 kW). En 1901, la usina Bamba contaba con tres grupos generadores con una potencia de 2,4 megavatios, para un caudal máximo de 10 m³/s . Aunque en la realidad, aportaba 5 MW, ya que un equipo siempre permanecía en reposo ante una emergencia. Produjo energía desde 1911 hasta 1964, año en que se inauguró la Central Hidroeléctrica San Roque.
En el discurso inaugural, el gobernador Figueroa Alcorta sentenció:

Aquí se inicia el trabajo infatigable de los primeros agentes mecánicos de una evolución trascendental para nosotros; aquí nace la Córdoba industrial.

Con la intención de utilizarla como escuela para los alumnos de la Facultad de ingeniería de la UNC, en 1972, esta central fue restaurada por parte del personal que la operó hasta su cierre. Se restauraron rotores, turbinas, el sistema de cableado, llaves, transformadores y el dique. Después de 10 años de no entrar en servicio, Bamba volvió a operar, pero solamente los fin de semana. Sin embargo quienes la restauraron, y en forma silenciosa, pusieron la producción de Bamba en el sistema interconectado por unas pocas horas. Aquellas viejas máquinas habían entrado en producción nuevamente. Hasta el año 2022, Bamba estaba en estado de abandono y solo se utilizaba como subestación transformadora, sin embargo, en el año 2023, finalizó su restauración y puede visitarse.

### Central La Calera
Esta central fue construida en 1911, y operó como la principal productora de energía de la provincia hasta la construcción de la central Fitz Simon, ubicada en el dique del Embalse de Río Tercero. Está equipada con 4 turbinas tipo Francis horizontales, marca Escher Wyss y sendos generadores marca Dick Kerr de 60 Hz, que producen 4 MW de potencia. En 1953, pasó a depender de la EPEC. Actualmente (2017), se mantiene en funcionamiento, lo que la convierte en una de las pocas centrales hidroeléctricas del mundo operativas en forma ininterrumpida, por más de 100 años, lo que la convierte en un verdadero museo viviente, debido a que sus máquinas siguen siendo las mismas que se instalaron al momento de su construcción. En el año 2000, según testigos, una inundación cubrió la central con 3 metros de agua y barro. Sin embargo, y gracias a la simplicidad de todo el equipamiento, todos estos pudieron ser limpiados en tiempo récord y así volver a funcionar, como si nada hubiera ocurrido, en tan solo tres semanas.

### Central San Roque

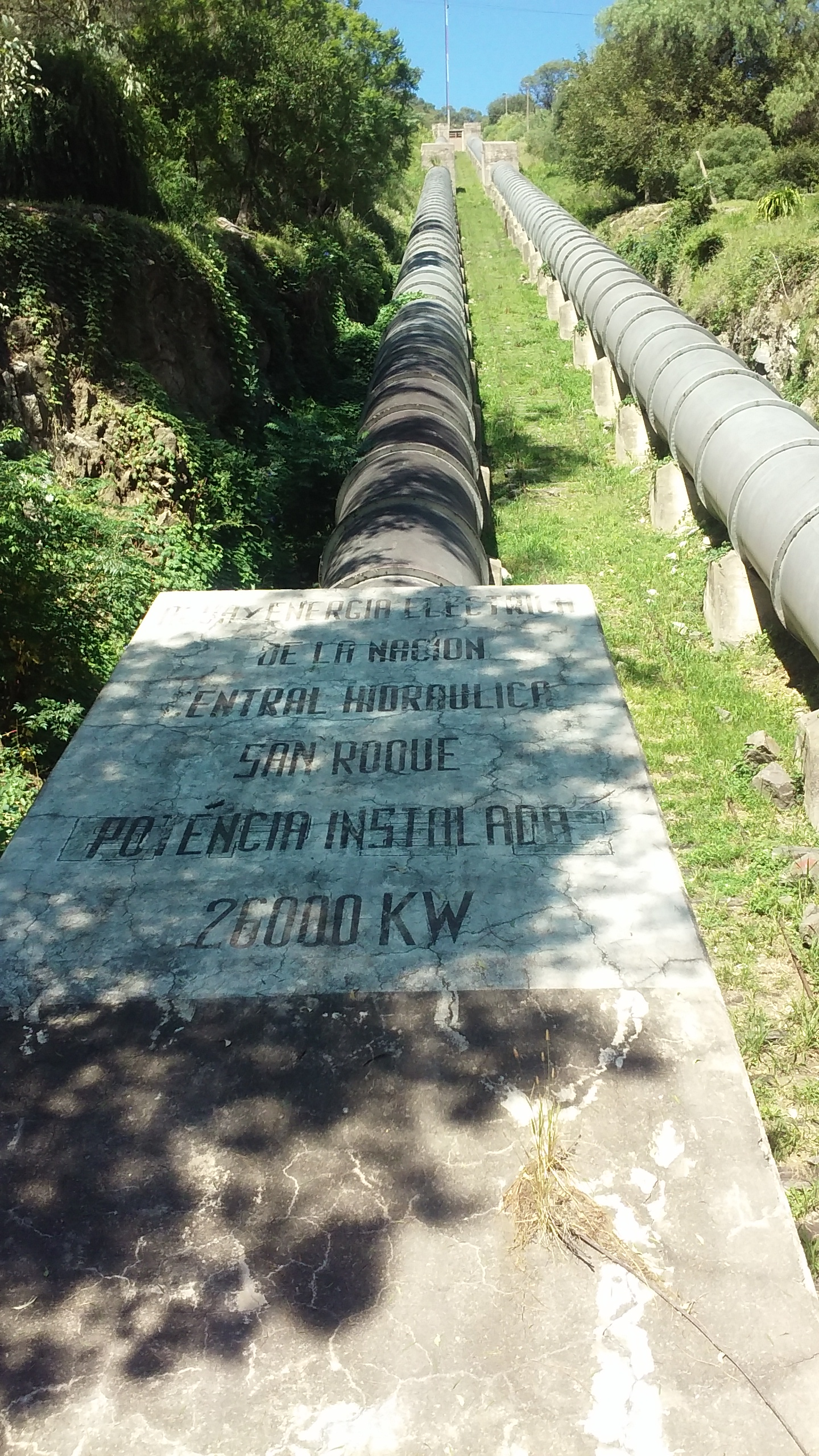
Cañerías que conducen el agua hasta las turbinas

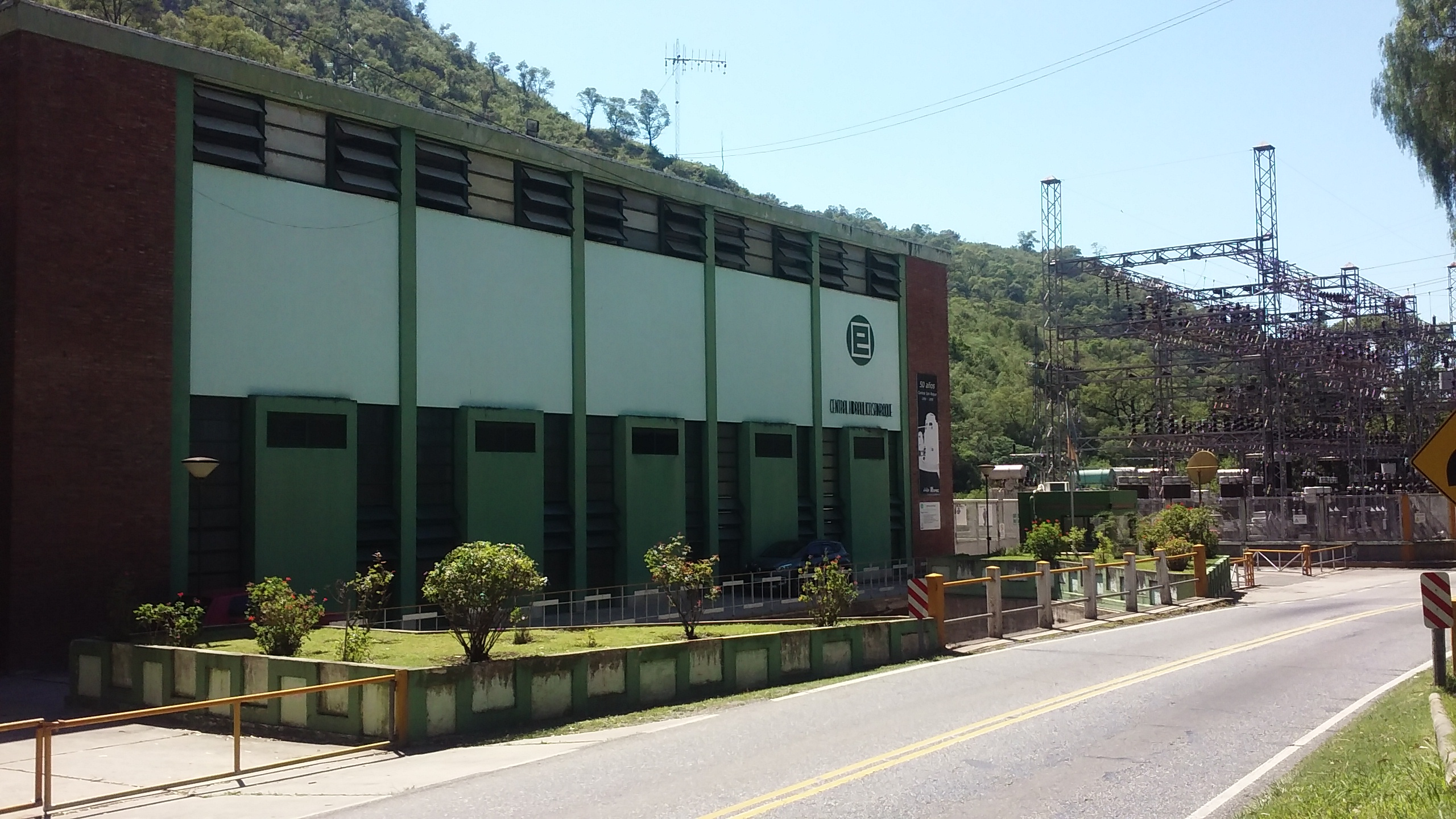
Edificio principal de la central hidroeléctrica San Roque

En 1959, 11 km aguas abajo del dique San Roque, se construyó la más reciente de las centrales hidroeléctricas ubicadas sobre el curso del Río Suquía: ‘’Central Hidroeléctrica San Roque’’. Sus precursoras, Bamba y Molet, habían quedado fuera de servicio por razones obvias: el nuevo dique San Roque les quitó su materia prima: el agua. Para su funcionamiento, se debió horadar en la piedra un túnel de 3,7 km de extensión aproximadamente, que condujera el agua hasta una chimenea de equilibrio. Desde allí, y por efecto de la gravedad, el agua desciende aumentando su presión, por dos tuberías de gran tamaño de poco menos de 300 m de longitud, que a su vez se subdividen en 4 entradas para cada una de las sendas turbinas Francis que ocupan la sala central. Cada una de estas turbinas produce 6 MW y en la actualidad se mantiene en funcionamiento.

## Turismo
Los embalses de agua, desde siempre han sido un atractivo turístico para todos aquellos que deseen esparcimiento y diversión, y el dique San Roque no es la excepción. En él se realizan actividades náuticas y posee numerosas playas a lo largo de su costa. Se organizan concursos de pesca y es lugar de competencias internacionales de yachting. Solamente la actividad del buceo se encuentra restringida debido a la baja o nula visibilidad submarina a muy poca profundidad.

## Contaminación

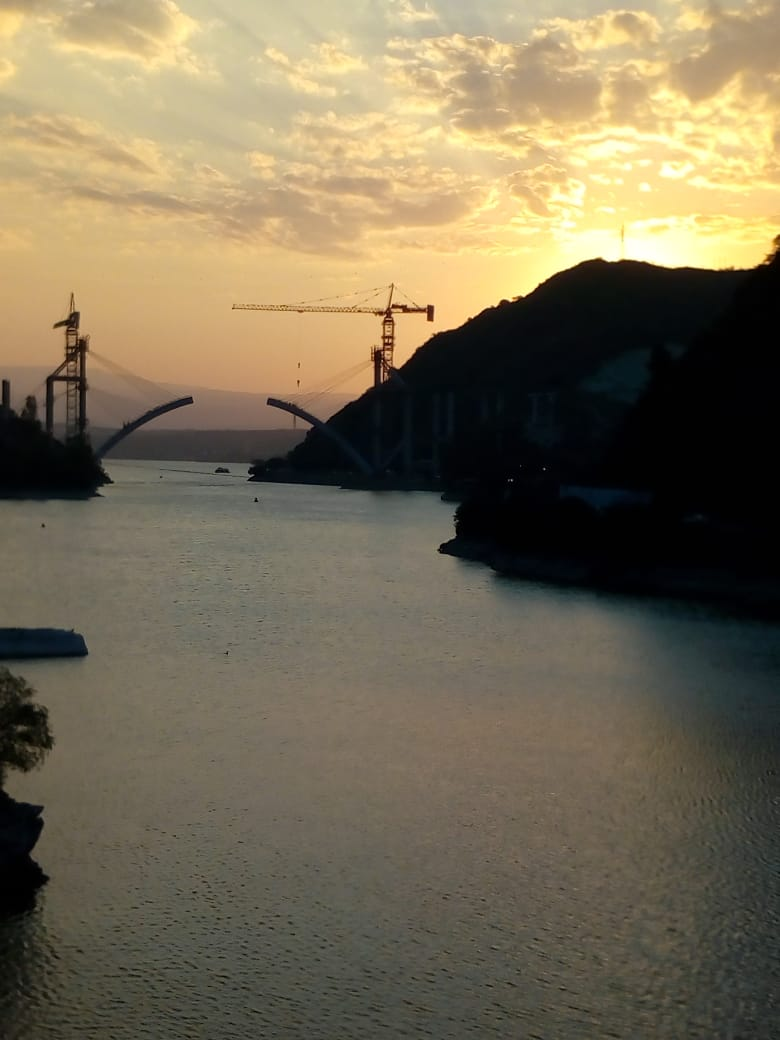
Construcción del puente sobre el lago que pertenece a la nueva autovía punilla en construcción (2018).

Las aguas de este embalse sufren un profundo proceso de eutrofización e hipereutrofización, debido a la presencia de gran cantidad de fitoplancton como algas verdeazuladas, que responden naturalmente a la presencia de una gran concentración de nutrientes disueltos en el agua, en especial nitrógeno y fósforo, provenientes tanto del volcamiento de aguas servidas al lago durante muchos años, y sin recibir un tratamiento de purificación adecuado, como del arrastre del material resultante de los incendios forestales que afectan al bosque nativo, por las escorrentías de las torrenciales precipitaciones que se originan en temporada estival. Además, en este proceso, se determinó que la estratificación de las capas de agua es muy alta, y generan, a medida que se desciende a mayor profundidad, la presencia de agua totalmente anóxica y que, a su vez, hace imposible la vida de peces. Todo este proceso de eutrofización no solo atenta contra la calidad del agua (cuyo administrador debe realizar mucho esfuerzo para transformarla en agua potable), sino también contra la calidad de los barros del fondo del lago, que sufren un proceso de putrefacción. Si bien el proceso es reversible, llevará mucho tiempo y esfuerzo volver a tener aguas no contaminadas. No obstante, desde hace algunos años, se ha instalado en el lecho del embalse, un sistema de inyección de aire a presión, mediante una cañería flexible, que libera aire en las profundidades, y cuyas burbujas, al ascender, generan un movimiento de las aguas inferiores hacia la superficie lo que implica una oxigenación de las mismas. Es un proceso lento pero que a priori, pareciera estar dando resultados, aunque es muy poco el tiempo transcurrido para realizar una evaluación concreta. Se puede seguir la evolución del proceso ingresando a la página del Instituto Nacional del Agua

## Sismicidad
En 1955 se produjo en Villa Giardino, un temblor de 6,9 grados en la escala de Richter. Recuérdese que la región está atravesada por la «falla del frente occidental de las Sierras Chicas», extendida desde Villa Carlos Paz hasta Berrotarán y Elena (Córdoba); y su potencial para generar sismos es desconocido. En la región también se encuentra la falla de Las Lagunas, cercana a Sampacho —destruida por el sismo en 1934— que llega hasta Río Cuarto.